# Arnau Tenas

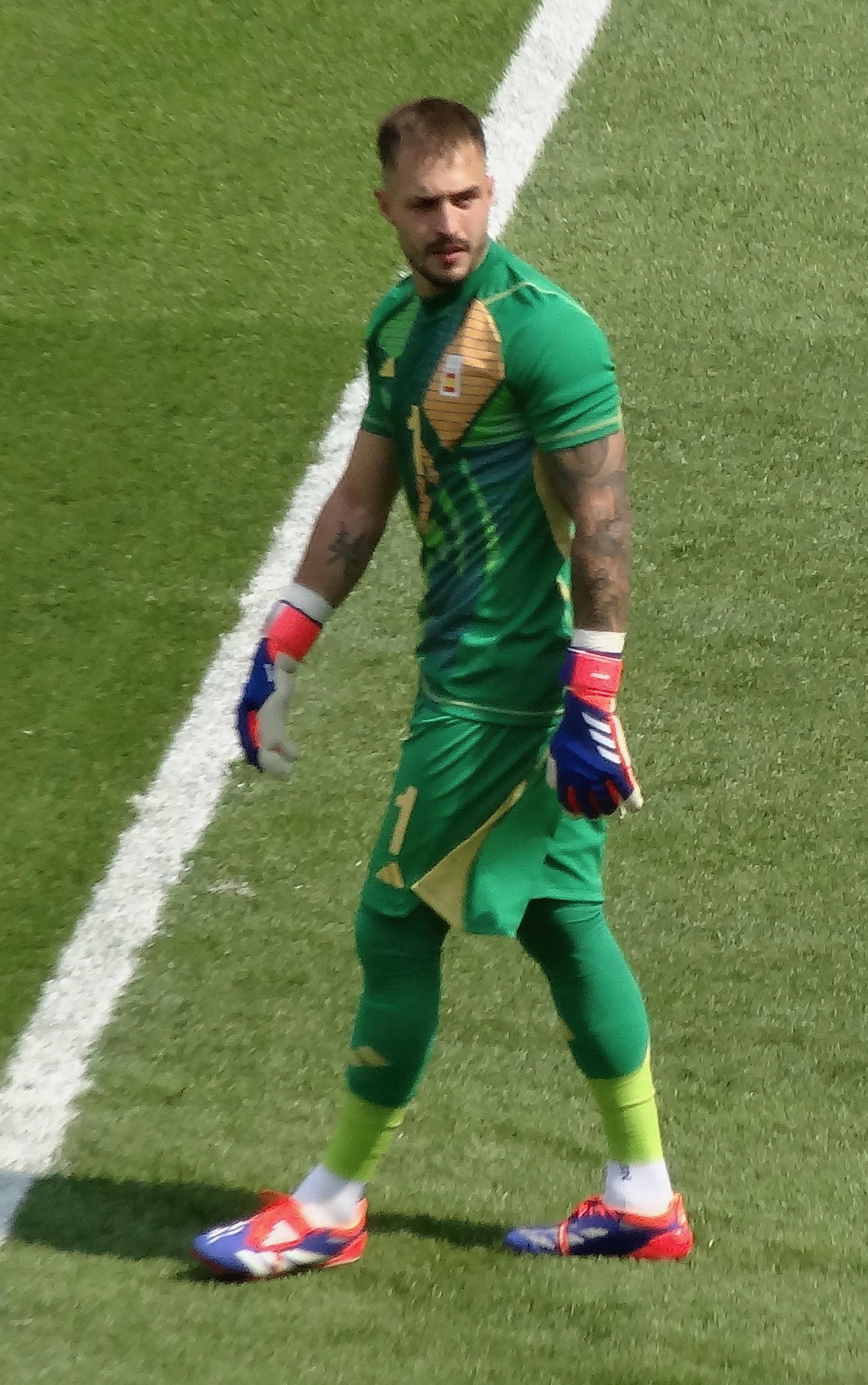
Arnau Tenas (2024)

Arnau Tenas Ureña (* 30. Mai 2001 in Vic) ist ein spanischer Fußballtorwart.

## Karriere

### Verein
Der Spieler begann im Alter von drei Jahren mit dem Fußballspielen bei seinem örtlichen Verein Vic Riuprimer und trat 2010 der Fußballakademie La Masia des katalanischen Fußballvereins FC Barcelona bei. Neun Jahre später absolvierte er erstmals ein Spiel für die zweite Mannschaft, für die er zwischen 2019 und 2023 insgesamt 57 mal auflief, zuletzt als Kapitän. Im Juni 2023 wurde bekannt, dass der Club trotz einer Option den auslaufenden Vertrag nicht verlängerte. Gut einen Monat später teilte Paris Saint-Germain die ablösefreie Verpflichtung des Spaniers mit.
Sein erstes Spiel für den amtierenden französischen Meister bestritt Tenas als Einwechselspieler am 3. Dezember 2023 gegen Le Havre AC. Zuvor war Stammtorhüter Gianluigi Donnarumma nach zehn Minuten Spielzeit aufgrund eines Fouls mit einer Roten Karte des Feldes verwiesen worden.

### Nationalmannschaft
Tenas durchlief zwischen 2017 und 2023 verschiedene Jugendnationalmannschaften Spaniens und trat u. a. bei der U-19-Fußball-Europameisterschaft 2019 und der U-21-Fußball-Europameisterschaft 2023 an.

## Titel
Vereine
- Französischer Meister (2): 2024, 2025
- Französischer Pokalsieger: 2025

Nationalmannschaft
- Olympiasieger: 2024
- U19-Europameister: 2019